# Дървесно кенгуру на Сери
Дървесното кенгуру на Сери (Dendrolagus stellarum) е вид бозайник от семейство Кенгурови (Macropodidae). Видът е световно застрашен, със статут Уязвим.

## Разпространение и местообитание
Разпространен е в Индонезия и Папуа Нова Гвинея.